# 利伯蒂鎮區 (內布拉斯加州蓋奇縣)
利伯蒂鎮區（英語：Liberty Township）是位於美國內布拉斯加州蓋奇縣的一個行政鎮區。

## 地方資料
利伯蒂鎮區的面積為93.47平方千米，當中陸地面積為93.04平方千米，而水域面積為0.42平方千米。根據2020年美國人口普查的數據，當地共有人口200人，而人口密度為每平方千米2.14人。